# Nowik-Klasse

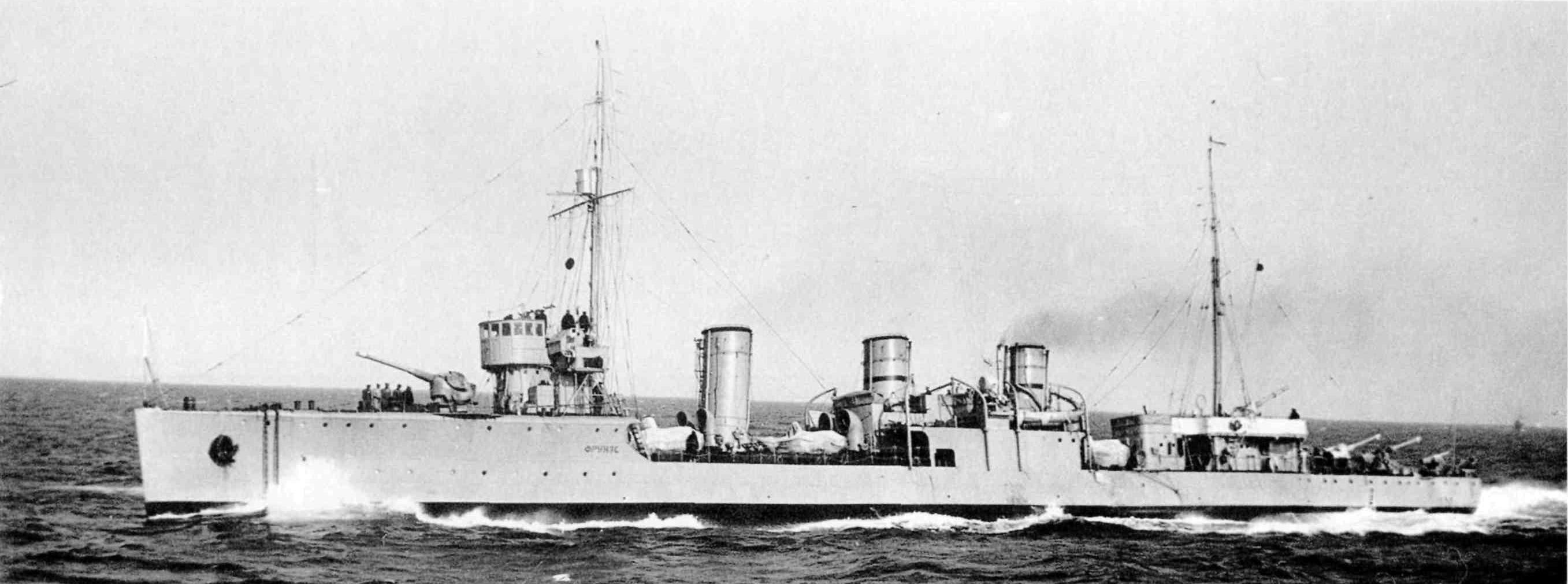
Zerstörer Frunse der Nowik-Klasse

Die Nowik-Klasse war eine große Klasse von Zerstörern, die von der Kaiserlich-Russischen Marine vor dem Ersten Weltkrieg in Dienst gestellt und nach der Oktoberrevolution 1917 von der neuen bolschewistischen Regierung übernommen wurden.

## Geschichte
Die Zerstörer der Nowik-Klasse wurden ab 1913 eingeführt. Sie waren verhältnismäßig schwer bewaffnet und konnten eine hohe Fahrleistung erbringen. Insgesamt wurden 28 Schiffe der Klasse gebaut. Nur ein Boot, die Grom, ging während des Ersten Weltkrieges verloren, solange Russland noch am Krieg beteiligt war. Im Zuge der Revolution und des darauffolgenden Bürgerkrieges wurden einige Zerstörer von weißgardistischen Truppen versenkt. So zum Beispiel auch die abgebildete Bijstri; sie wurde später gehoben und in Frunse umgetauft. Am 21. September 1941 wurde die Frunse durch Bombentreffer versenkt.
Andere Zerstörer gelangten auf Umwegen bis nach Peru, wo sie bis zum Ende der 1950er-Jahre im Dienst blieben. Weitere Schiffe, vor allem der Schwarzmeerflotte, sollten 1918 an die Kaiserliche Marine Deutschlands übergeben werden; deren Besatzungen zogen es jedoch vor, ihre Schiffe selbst zu versenken.

## Technische Daten
Im Ganzen gab es fünf Baulose, wobei das erste Baulos lediglich aus dem Typschiff Nowik bestand. Die fünf Baulose waren im Grundaufbau gleich, variierten jedoch in einigen Punkten. Grundlage sind die technischen Daten des ersten Bauloses, der Nowik. Im Einzelnen sind nur die Änderungen je Baulos aufgeführt.

### 1. Baulos:Nowik(Einzelschiff)
- Bauwerft: Putilow-Werft, St. Petersburg
- Länge: 102,43 m (über alles)
- Breite: 9,30 m[1]
- Tiefgang: 2,80 m[2]
- Standardverdrängung: 1.271 ts (1.291 t)
- Einsatzverdrängung: 1.801 ts (1.829 t)
- Besatzung: 168 Mann
- Antrieb: 6 Vulkan-Kessel, drei Satz AEG-Turbinen, drei Wellen
- Leistung: 40.000 PS
- Geschwindigkeit: 34 kn
- Reichweite: 2.800 Seemeilen

#### Bewaffnung
- 4 × 102-mm-Geschütze
- 4 × 12,7-mm-MG
- 4 × 2-fach-Torpedorohre 450 mm
- 50 Minen

### 2. Baulos
| Leitenant Iljin | 3 Boote während des Krieges fertiggestellt, 2 später |
| Orfej           | 8 Boote und                                          |
| Gawriil         | 6 Boote.                                             |

Änderungen:
- Länge: 98 m
- Antrieb: 3-Trommel-Vulkan-Kessel
- Leistung: 30.000 PS

#### Bewaffnung
- 4 × 102-mm-Geschütze
- 2 × 12,7-mm-SMG
- 3 × 3-fach-Torpedorohre 450 mm
- 80 Minen

### 3. Baulos:Isjaslawund 2 weitere Schiffe
Änderungen:
- Länge: 107 m
- Leistung: 32.700 PS

Bewaffnung wie 2. Baulos

### 4. Baulos:Bespokoinyund 8 weitere Schiffe
Änderungen:
- Länge: 98 m
- Leistung: 25.500 PS

#### Bewaffnung
- 3 × 102-mm-Geschütz
- 2 × 47-mm-Geschütz
- 4 × 12,7-mm-SMG
- 5 × 2-fach-Torpedorohre 450 mm
- 80 Minen

### 5. Baulos:Gadschibejund 7 weitere Schiffe
Änderungen:
- Länge: 93 m
- Leistung: 29.000 PS

#### Bewaffnung
- 4 × 102-mm-Geschütz
- 1 × 40-mm-Geschütz
- 4 × 3-fach-Torpedorohre 450 mm
- 80 Minen